# Regionalkrimi
Ein Regionalkrimi (kurz: Regiokrimi) ist ein Subgenre des Kriminalromans. Regionalkrimis werden auch als Heimatkrimi oder Lokalkrimi bezeichnet. Ihre Handlung spielt in einer bestimmten Region, meist einer Stadt. Bezeichnend für einen Regionalkrimi ist ein mehr oder weniger mit seiner Heimat verbundener Ermittler. Oft werden heimatliche Charaktertypen und Klischees verarbeitet. Mit dem Begriff Regiokrimi werben häufig kleinere, regional operierende Verlage und bundesweit weniger bekannte Autoren. Sie sprechen damit insbesondere Leser an, die sich nicht in erster Linie für die eigentliche Handlung des Krimis interessieren, sondern vor allem auch für ihre eigene Region bzw. ihre Stadt, in der sie die Romanhandlung wiederfinden wollen und den Handlungsort kennen. Die meist im Untertitel erwähnte Region oder Stadt wird mit ihren guten und schlechten Seiten beschrieben. Häufig werden auch landschaftliche Besonderheiten, Gebäude, bekannte Persönlichkeiten oder historische Ereignisse der betreffenden Stadt oder Region in die Handlung einbezogen, wenn etwa ein bekanntes Objekt aus einem lokalen Museum entwendet wird oder die Handlung in einem berühmten Bauwerk der Stadt spielt.
Die Autoren der Romane stammen oft selbst aus der Region oder haben dorthin eine Beziehung, das Spektrum reicht dabei von allgemein bekannten, professionellen Schriftstellern bis zu Personen, die das Schreiben eher als Freizeitbeschäftigung betreiben.

## Gliederung der Regionalkrimis
Regionalkrimis lassen sich je nach Lokalkolorit gliedern in Stadtkrimis (z. B. Würzburgkrimi, Berlinkrimi), Regionkrimis (z. B. Alpen, Franken, Eifel) und Krimis am Wasser (wie Inselkrimi, Mainkrimi, Rheinkrimi, Nordseekrimi).
Beliebte Schauplätze von Stadtkrimis sind insbesondere die Großstädte Berlin, München und Hamburg sowie bei den Regionalkrimis Ostfriesland und die Eifel, wie im Jahr 2018 eine Auswertung von 3400 Lokalkrimis der Online-Community BücherTreff zeigte.

## Verlagsgeschichte der Regionalkrimis
Ende der 1980er Jahre erschienen im Grafit Verlag (Dortmund) erstmals in größerer Zahl original deutsche Kriminalromane mit deutschen Handlungsorten. Sie wurden als Regionalkrimis bezeichnet, im Gegensatz zu amerikanischen oder englischen Kriminalromanen mit regionalen Schauplätzen in Amerika oder England. Nachdem der deutsche Kriminalroman mit deutschen Schauplätzen bekannt geworden war, hat sich daraus die Welle der Regionalkrimis entwickelt. Verlage mit Schwerpunkt Regionalkrimi sind u. a. der Emons Verlag (Köln), der KBV-Verlag (Hillesheim), der Schardt Verlag (Oldenburg), der Gmeiner-Verlag (Meßkirch), der CW Niemeyer Verlag (Hameln) und der Silberburg-Verlag (Tübingen).

## Regionalkrimiautoren nach Regionen
Die folgende Liste strebt keine Vollständigkeit an, sondern ist eine repräsentative Auswahl. Es werden nur Autoren mit eigenem Artikel aufgenommen.
| Region                      | Autoren                         |
| --------------------------- | ------------------------------- |
| Aachen                      | Kurt Lehmkuhl                   |
| Allgäu                      | Michael Kobr und Volker Klüpfel |
| Allgäu                      | Nicola Förg                     |
| Alpen                       | Andreas Föhr                    |
| Alpen                       | Nicola Förg                     |
| Alpen                       | Stefan Haenni                   |
| Alpen                       | Paul Lascaux                    |
| Alpen                       | Peter Beutler                   |
| Alpen                       | Jörg Maurer                     |
| Alpen                       | Marc Ritter                     |
| Altötting                   | Anton Leiss-Huber               |
| Bamberg                     | Friederike Schmöe               |
| Bamberg                     | Helmut Vorndran                 |
| Belgien (Ostbelgien)        | Verena von Asten                |
| Berlin                      | Petra A. Bauer                  |
| Berlin                      | Horst Bosetzky                  |
| Berlin                      | Jan Eik                         |
| Berlin                      | Uwe Klausner                    |
| Bochum                      | Theo Pointner                   |
| Bodensee                    | Monika Küble                    |
| Bodensee                    | Birgit Rückert                  |
| Bodensee                    | Erich Schütz                    |
| Comer See                   | Clara Bernardi                  |
| Dachau                      | Michael Böhm                    |
| Darmstadt                   | Michael Kibler                  |
| Darmstadt                   | Christian Gude                  |
| Dortmund                    | Gabriella Wollenhaupt           |
| Dresden                     | Frank Goldammer                 |
| Düsseldorf                  | Horst Eckert                    |
| Eichstätt                   | Richard Auer                    |
| Eifel                       | Jacques Berndorf                |
| Eifel                       | Ralf Kramp                      |
| Eifel                       | F. G. Klimmek                   |
| Eifel                       | Martina Kempff                  |
| Eifel                       | Guido M. Breuer                 |
| Essen                       | Gesine Schulz                   |
| Essen                       | Jürgen Lodemann                 |
| Flensburg und Nordstrand    | Frank-Peter Hansen              |
| Freiburg und Schwarzwald    | Thomas Erle                     |
| Freising                    | Roswitha Wildgans               |
| Geislingen, Kreis Göppingen | Manfred Bomm                    |
| Göttingen                   | Wolf S. Dietrich                |
| Hamburg                     | Katrin McClean                  |
| Hamburg                     | Birgit H. Hölscher              |
| Hannover                    | Günter von Lonski               |
| Hannover                    | Thorsten Sueße                  |
| Heidelberg                  | Wolfgang Burger                 |
| Heidelberg                  | Hubert Bär                      |
| Heidelberg                  | Kim Godal                       |
| Heidelberg                  | Marcus Imbsweiler               |
| Heidelberg                  | Carlo Schäfer                   |
| Hohenlohe                   | Rudi Kost                       |
| Hunsrück                    | Heinz-Peter Baecker             |
| Husum                       | Hannes Nygaard                  |
| Karlsruhe                   | Wolfgang Burger                 |
| Karlsruhe                   | Herbert Wetterauer              |
| Kassel                      | Matthias P. Gibert              |
| Kassel                      | Wolf S. Dietrich                |
| Köln                        | Peter Meisenberg                |
| Köln                        | Christoph Gottwald              |
| Kurpfalz                    | Harald Schneider                |
| Kurpfalz                    | Arnim Töpel                     |
| Langeoog                    | Marc Freund                     |
| Leipzig                     | Henner Kotte                    |
| Linz                        | Harald Mini                     |
| Linz                        | Sophie Scheer                   |
| Luxemburg                   | Tom Hillenbrand                 |
| Meißen                      | Peter Braukmann                 |
| München                     | Nadine Petersen                 |
| Münster                     | Christoph Güsken                |
| Münster                     | Jürgen Kehrer                   |
| Niederbayern                | Rita Falk                       |
| Niederrhein                 | Leenders Bay Leenders           |
| Niederrhein                 | Thomas Hesse                    |
| Niedersachsen               | Manuela Kuck                    |
| Norderney                   | Alfred Bekker                   |
| Nürnberg                    | Jan Beinßen                     |
| Nürnberg                    | Tommie Goerz                    |
| Nürnberg                    | Monika Martin                   |
| Oberbayern                  | Nicola Förg                     |
| Oberbayern                  | Anton Leiss-Huber               |
| Odenwald                    | Willi Schissler                 |
| Salzburg                    | Wolf Haas                       |
| Salzkammergut               | Bernhard Barta                  |
| Salzkammergut               | Herbert Dutzler                 |
| Steiermark                  | Wolf Haas                       |
| Steiermark                  | Claudia Rossbacher              |
| Wien                        | Wolf Haas                       |
| Wien                        | Andreas Gruber                  |
| Wien                        | Harald Mini                     |
| Ostfriesland                | Peter Gerdes                    |
| Ostfriesland                | Klaus-Peter Wolf                |
| Ostfriesland                | Andrea Klier                    |
| Ostfriesland                | Sandra Lüpkes                   |
| Ostfriesland                | Susanne Ptak                    |
| Ostfriesland                | Elke Bergsma                    |
| Ostseeküste                 | André Bawar                     |
| Ostseeküste                 | Manuela Kuck                    |
| Ostseeküste                 | Eva Almstädt                    |
| Ostseeküste                 | Julia Bruns                     |
| Ostwestfalen-Lippe          | Joachim H. Peters               |
| Ostwestfalen-Lippe          | Ralf Siepmann                   |
| Ostwestfalen-Lippe          | Uwe Voehl                       |
| Rheinhessen                 | Andreas Wagner                  |
| Rheinhessen                 | Helge Weichmann                 |
| Rügen                       | Julia Bruns                     |
| Rügen                       | Katharina Peters                |
| Saarland                    | Elke Schwab                     |
| Saarland                    | Martin Conrath                  |
| Sauerland                   | Kathrin Heinrichs               |
| Sauerland                   | Alexander Rieckhoff             |
| Sauerland                   | Stefan Ummenhofer               |
| Sauerland                   | Thomas Erle                     |
| Südhessen                   | Rainer Witt                     |
| Schweiz                     | Stefan Haenni                   |
| Schweiz                     | Paul Lascaux                    |
| Schweiz                     | Isabel Morf                     |
| Schweiz                     | Sunil Mann                      |
| Schweiz                     | Peter Beutler                   |
| Stuttgart                   | Christine Lehmann               |
| Stuttgart                   | Wolfgang Schorlau               |
| Stuttgart                   | Uta-Maria Heim                  |
| Stuttgart                   | Silvia Stolzenburg              |
| Südtirol                    | Michael Böckler                 |
| Südtirol                    | Lenz Koppelstätter              |
| Südtirol                    | Monika Martin                   |
| Südtirol                    | Ralph Neubauer                  |
| Südtirol                    | Heidi Troi                      |
| Sylt                        | Gisa Pauly                      |
| Taunus                      | Nele Neuhaus                    |
| Thüringen                   | Julia Bruns                     |
| Weinviertel                 | Alfred Komarek                  |
| Weserbergland               | Nané Lénard                     |
| Weserbergland               | Günter von Lonski               |
| Würzburg                    | Roman Rausch                    |
| Usedom                      | George Tenner                   |